# Susanne Köster
Susanne Köster (* 22. Mai 1966 in Schwerte) ist eine ehemalige deutsche Volleyballspielerin und heutige Malerin.
In ihrer Jugend spielte Susanne Köster Volleyball für den 1. VC Schwerte und später auch in der Bundesliga. 1988 wechselte die Universalspielerin zum Ligakonkurrenten TV Hörde und 1989 zum USC Münster, mit dem sie 1991 deutsche Pokalsiegerin wurde. Susanne Köster war auch deutsche Nationalspielerin.
Susanne Köster hat zwei Kinder und hat sich heute der Malerei verschrieben.